# Космінеле
Космінеле (рум. Cosminele) — комуна у повіті Прахова в Румунії. До складу комуни входять такі села (дані про населення за 2002 рік):
- Дрегічешть (8 осіб)
- Косміна-де-Жос (459 осіб) — адміністративний центр комуни
- Косміна-де-Сус (484 особи)
- Пояна-Трестієй (315 осіб)

Комуна розташована на відстані 82 км на північ від Бухареста, 26 км на північний захід від Плоєшті, 59 км на південь від Брашова.

## Населення
За даними перепису населення 2002 року у комуні проживали 1266 осіб, усі — румуни. Усі жителі комуни рідною мовою назвали румунську.
Склад населення комуни за віросповіданням:
| Релігія     | Кількість осіб | Відсоток |
| ----------- | -------------- | -------- |
| православні | 1255           | 99,1%    |
| бретрени    | 8              | 0,6%     |
| адвентисти  | 2              | 0,2%     |
| лютерани    | 1              | 0,1%     |

## Зовнішні посилання
- Дані про комуну Космінеле на сайті Ghidul Primăriilor